# Eumorphus dehaani
Eumorphus dehaani es una especie de coleóptero de la familia Endomychidae.

## Distribución geográfica
Habita en el norte de Borneo y Java.